# Tetraloniella trimera
Tetraloniella trimera là một loài Hymenoptera trong họ Apidae. Loài này được Risch mô tả khoa học năm 2001.